# L'oncle Boonmee recorda les seves vides anteriors
L'oncle Boonmee recorda les seves vides anteriors (en tailandès: ลุงบุญมีระลึกชาติ, Lung Boonmee raluek chat; títol internacional: Uncle Boonme who can recall his past lives) és una pel·lícula tailandesa de l'any 2010 dirigida pel cineasta Apichatpong Weerasethakul. La pel·lícula, de gènere fantàstic, té com a tema central la reencarnació de l'ànima i se centra en els darrers dies de vida d'un apicultor (l'oncle Boonmee) que pateix d'una insuficiència renal i s'arrecera a una aïllada casa plantada al mig d'un bosc de la regió tailandesa d'Isaan, on rep la visita dels esperits dels seus difunts familiars. La pel·lícula és la darrera part de l'ampli projecte artístic "Primitive", que inclou els curtmetratges Una carta a l'oncle Boonmee i Els fantasmes de Nabua, diverses instal·lacions de vídeo i una col·lecció de fotos.
La pel·lícula va ser estrenada a la 63a edició del Festival de Canes, on va obtenir la Palma d'Or. La pel·lícula es va doblar al català i es va estrenar el 2010 als cinemes i es va emetre el 2012, per primera vegada a TV3, al programa Sala 33.

## Argument
L'oncle Boonmee, un apicultor d'uns 60 anys que sofreix d'una insuficiència renal irreversible, és conscient d'estar assistint als darrers dies de la seva vida. De fet, gràcies als seus profunds coneixements de ioga, que li ha permès de desenvolupar un domini i un coneixement extraordinari del seu cos, és fins i tot capaç de preveure que només li resten 48 hores abans de morir, i decideix aïllar-se a una casa al mig d'un bosc tropical de la regió tailandesa d'Isaan, rodejat dels seus parents més pròxims (la seva germana i un nebot) i un assistent immigrat il·legalment de Laos.
Tot sopant al capvespre, de cop els esperits de la seva difunta esposa Huay i del seu fill desaparegut Tong fan acte de presència. A aquest darrer, l'oncle Boonmee només el pot reconèixer per la seva veu, ja que reapareix transformat en una bèstia de radiants ulls vermells. Els familiars inicien aleshores un diàleg existencial amb els esperits, que per exemple tranquil·litzen a l'oncle Boonmee quan reconeix tenir mala consciència per haver matat a molts comunistes.
Juntament amb Huay i Tong, l'oncle Boonmee surt d'excursió tot travessant la jungla tropical, a la recerca dels orígens de la seva primera vida. Ajudat pels esperits que l'acompanyen i que també cerquen la seva pròpia pau interior, l'oncle Boonmee visualitza instants de vides passades i es veu constantment evocat a nous episodis d'experiències anteriors. Pel camí, l'oncle reconeix finalment la misteriosa cova que va ser el bressol de la seva primera existència, a la qual també desitja ara que acabi la seva present vida.

## Repartiment
Els intèrprets principals de la pel·lícula són:
- Thanapat Saisaymar: oncle Boonmee
- Jenjira Pongpas: Jen
- Sakda Kaewbuadee: Thong
- Natthakarn Aphaiwong: Huay, muller de l'oncle Boonmee
- Jeerasak Kulhong: Boonsong, fill de l'oncle Boonmee
- Kanokporn Thongaram: Roong, amic de Jen
- Samud Kugasang: Jai, cap del treball de l'oncle Boonmee
- Wallapa Mongkolprasert: princesa
- Sumit Suebsee: soldat
- Vien Pimdee: granger

## Premis i nominacions

### Premis
- Palma d'Or de la 63a edició del Festival de Canes.[4] Des de l'any 1997 que cap pel·lícula asiàtica no guanyava el màxim guardó del festival.[4] Apichatpong Weerasethakul va ser el primer director tailandès que va guanyar la Palma d'Or.[5]

### Nominacions
- La pel·lícula ha sigut seleccionada per Tailàndia com a candidata a l'Oscar a la millor pel·lícula de parla no anglesa a la 83a edició de la Gala dels Oscars.[6]